# Circuns
Circuns és una masia del municipi de Montclar (Berguedà) inclosa en l'Inventari del Patrimoni Arquitectònic de Catalunya.

## Descripció
Masia de planta rectangular coberta a dues aigües de teula àrab amb el carener paral·lel a la façana de llevant. Està estructurada en planta baixa i dos pisos superiors. El parament és de grans carreus de pedra sense treballar units amb molt de morter, Les obertures són allindanades i de petites dimensions, distribuïdes de forma aleatòria a excepció de les del mur de migdia on trobem una entrada amb arc de mig punt, sobre seu als pisos superiors trobem arcs de mig punt suportats per columnes filiformes, elements més destacats de l'habitatge.

## Història
Està situada dins del terme parroquial de Sant Pere de l'Esglasiola o Esglaiola. Es tracta d'una construcció del s. XVII, ampliada al s. XVIII.